# 黃鎮煒
黃鎮煒（Wong Chun Wai，1985年6月16日—），生於香港，香港籃球運動員，司職大前鋒，現時效力香港甲一籃球聯賽球隊滿貫。

## 籃球生涯
黃鎮煒生於香港，自小視父親為偶像，不過父親不幸地在他初中時因病去世，到他於中四時參加由香港籃球總會舉辨的地區訓練，繼而在街場認識黃志明教練，而經他介紹後加入新青聯的甲二球隊南安，與著名控衛羅意庭為球隊主力球員，他在當時已開始代表香港代表隊，直至2004年加盟新青聯，更憑朝氣活力贏得不俗口碑，不過在2007年隨着羅意庭等新星離隊他投後，新青聯於該季甲一組聯賽名列包尾，宣告護級失敗需降落甲二組作賽，並驅使黃鎮煒轉會福建，奈何當時福建人腳太強陣容鼎盛，有翁金驊和蔡芳裕與呂楚威等本地名宿，令黃鎮煒的出場機會大減，幸好有隊友蔡芳裕及教練不斷提點黃鎮煒，使他在球隊的出場機會逐漸增加，到2009年加盟傳統勁旅永倫。
2019年，黃鎮煒離開永倫，改投另一支香港甲一籃球聯賽球隊滿貫。

## 國際賽生涯
到2017年11月，黃鎮煒獲香港代表隊徵召出戰世界盃亞洲區外圍賽，並獲教練委任為隊長，成為歷史上香港首批參與世界盃的球員，並分別隨於主場和作客迎戰勁旅中國和韓國以及紐西蘭國家隊，結果香港首輪大敗予中國和新西蘭。

## 球場以外
黃鎮煒畢業於香港中文大學運動科學學系，他的前隊友蔡芳裕在評述永倫對東方的比賽期間，曾將黃鎮煒比喻為「港版路夫」，並認為無論在籃底還是外線都可以看到黃鎮煒的身影。

## 外部連結
- 黃鎮煒在archive.fiba.com（archived）（英语）
- 黃鎮煒在Eurobasket.com（球員）（英语）
- 黃鎮煒在RealGM（英语）